# Національна адміністрація туризму Грузії
Національна адміністрація туризму Грузії (НАТГ), груз. საქართველოს ტურიზმის ეროვნული ადმინისტრაცია — юридична особа публічного права, входить у систему Міністерства економіки та сталого розвитку Грузії.
Адміністрація формує та реалізує державну політику розвитку туризму Грузії, в тому числі для: 
- розвитку сталого туризму,
- зростання експортного доходу
- створення робочих місць в країні на основі туризму
- залучення іноземних туристів до Грузії
- розвитку вітчизняного туризму,
- розвитку людських ресурсів у сфері туристичних напрямків, інфраструктури та туризму.

## Керівники
Голови Адміністрації:
- Гіоргі Чоговадзе (з листопада 2014)
- Гіоргі Сігуа (груз. გიორგი სიგუა, з червня 2013[1] до серпня 2014)
- Майя Сідамонідзе (2010-2013)